# Scheinziel
Als Scheinziel wird allgemein ein Ziel bezeichnet, das kein echtes Ziel ist, sondern die Wahrnehmung täuscht oder täuschen soll und die Wirklichkeit nur vorgaukelt. Englische Ausdrücke sind fake oder dummy und im militärischen Bereich decoy oder flare.
Scheinziele werden häufig bewusst erzeugt, um eine Täuschung, Irreführung oder Ablenkung zu bewirken.
Es gibt völlig unterschiedliche Arten von Scheinzielen:
- Attrappe – Eine Nachbildung, die das Aussehen eines originalen Objekts mehr oder wenig gut kopiert. Dies kann bei Kunstobjekten oder Schmuck gemacht werden, um das wertvolle Original vor Diebstahl zu schützen.
- Fiktive Truppenverbände – Die FUSAG (First US Army Group) beispielsweise war im Zweiten Weltkrieg eine nichtexistierende fiktive Armee, die zur Irreführung der Wehrmachtsführung diente.
- Honeypot – Ein Scheinziel, das in der Informationstechnik angreifende Hacker, wie das „Honigtöpfchen den Bären“, anlocken, vom echten Ziel ablenken und entweder mit sinnloser Arbeit beschäftigen oder sogar in eine Falle locken soll. Dabei werden Daten des Angreifers erfasst, wie er versucht, in das Honeynet einzudringen, während das zu schützende echte Rechnernetz unbeeinträchtigt bleibt.[2]
- Scheinanlagen – Anlagen, die kriegswichtige Fabrikationsstätten vortäuschen, so feindliche Angriffe auf sich ziehen und das echte Ziel schützen sollen. Hierzu gehören auch Scheinflugplätze, Scheinschiffe wie beispielsweise die Centurion, oder Panzerattrappen.
- Täuschkörper – Scheinziele, die von zumeist militärischen Fahrzeugen, insbesondere von Luft- oder Seefahrzeugen wie beispielsweise von U‑Booten, ausgestoßen oder abgesetzt werden, um Angreifer abzulenken.
  - Bekannt sind Bolds, abgeleitet von „Lügenbold“, die mithilfe chemischer Substanzen unter Wasser Luftblasen erzeugen und so für das gegnerische Ortungssystem ein Echo hervorrufen, das mit dem eines echten U‑Boots verwechselt werden kann.
  - Darüber hinaus gibt es Düppel zu Radartäuschung,
  - diverse Funkmesstäuschungsgeräte zur Verwirrung feindlichen Radars und
  - Infrarot-Täuschkörper zur Ablenkung von hitzesuchenden Gefechtsköpfen.